# Припачкина, Александра Павловна
Алекса́ндра Па́вловна Припа́чкина (29 апреля 1953, Ленинград — 10 января 2015, Липецк) — советский, российский онколог; доктор медицинских наук (2006), профессор; Заслуженный врач Российской Федерации (2004).

## Биография
В 1976 г. с отличием окончила лечебный факультет Воронежского государственного медицинского института, интернатуру по хирургии. Работала онкологом хирургического отделения (1978—1992), заместителем главного врача по медицинской части (1992—2006) Липецкого областного онкологического диспансера. Участвовала во внедрении криохирургических методов лечения, радионуклидной и ультразвуковой диагностики; в организации специализированного онкоурологического и анестезиолого-реанимационного отделений.
В 2006—2011 гг. — начальник отдела по организации лечебной помощи взрослому населению Управления здравоохранения Липецкой области.
С 2011 г. — заместитель главного врача Липецкого областного онкологического диспансера по организации лечебной работы и контролю качества медицинской помощи.
Умерла от инфаркта миокарда. Похоронена на городском кладбище Липецка.

### Семья
Сын — Сергей, онколог.

## Научная деятельность
В 1988 году защитила кандидатскую, в 2006 г. — докторскую диссертацию.
Автор более 70 научных публикаций. Член редакционного совета журнала ВАК «Врач-аспирант».

### Избранные труды
Источник — электронные каталоги РНБ
- Припачкина А. П. Возможности ультразвукового метода исследования в диагностике опухолей щитовидной железы : Автореф. дис. … канд. мед. наук. — М., 1997. — 26 с.
- Припачкина А. П. Управление качеством онкологической помощи на основе системы обеспечения, мониторирования, индикации результативности: Автореф. дис. … д-ра мед. наук. — Воронеж: 2005. — 32 с.
- Припачкина А. П., Кравец Б. Б. Проблемы обеспечения и контроля качества онкологической помощи. — Липецк : ИНФОЛ, 2004. — 273 с.

## Награды и признание
- знак «Отличнику здравоохранения» (2001)
- Заслуженный врач Российской Федерации (2004)